# هراند هراهان
هراند هراهان (ارمنی: Հրանտ Հրահան؛ ارمنی غربی: Հրանտ Նազարեան  زادهٔ ۲۹ فوریهٔ ۱۸۹۲ - درگذشته ۱۶ آوریل ۱۹۸۸)، مترجم و نویسنده اهل ارمنستان بود.

## زندگی‌نامه
وی با نام اصلی هراند خاچیکی نازاریان (ارمنی: Հրանտ Խաչիկի Նազարյան) در ۲۹ فوریهٔ ۱۸۹۲ در آداپازاری به دنیا آمد و از دبیرستان ارمنی گتروناگان فارغ‌التحصیل شد.  از سال ۱۹۴۶ عضو اتحادیه نویسندگان شوروی و کمیته امدادی ارمنستان بود.  وی در ۶ آوریل ۱۹۸۸ در سن ۹۶ سالگی در ایروان درگذشت.